# Condado de Union (Mississippi)
O Condado de Union é um dos 82 condados do estado norte-americano do Mississippi. A sede de condado é New Albany que é também a sua maior cidade.
O condado tem uma área de 1080 km² (dos quais 3 km² estão cobertos por água), uma população de 25 362 habitantes, e uma densidade populacional de 24 hab/km² (segundo o censo nacional de 2000). O condado foi fundado em 1870 e recebeu o seu nome por ser a união de condados maiores preexistentes.